# 萨马拉站
萨马拉站（俄语：Самара-Пассажирская）是俄羅斯薩馬拉州首府薩馬拉的主要鐵路車站，隸屬俄羅斯鐵路，現由古比雪夫鐵路局管理。
薩馬拉的第一個火車站建於1876年，目前的車站建於2001年，是歐洲最高的車站建築，高度包括尖頂101米。